# Guillermo Bedregal García
Guillermo Daniel Pablo Bedregal García-Valencia (La Paz, 15 de enero de 1954-La Paz, 26 de octubre de 1974), más conocido como Guillermo Bedregal García, fue un poeta y escritor boliviano.
Bedregal dejó tres manuscritos de poemas que fueron publicados de forma póstuma por su amigo, el poeta, Jaime Sáenz. A pesar de su corta edad y corta carrera en el campo de la poesía, su particular estilo lo cementó como uno de los poetas más relevantes de la historia de la literatura boliviana.

## Biografía

### Niñez, adolescencia y estudios
Guillermo Bedregal García nació en La Paz el 15 de enero de 1954. Fue hijo de Guillermo Bedregal Gutiérrez, alto dirigente del histórico partido político Movimiento Nacionalista Revolucionario (MNR), y la española María de los Ángeles García-Valencia Sepúlveda. Debido al clima político pasó su niñez y adolescencia lejos de Bolivia. Regresó al país en 1970, pero tuvo que partir nuevamente. Visitó la ciudad de La Paz varias veces hasta su regreso definitivo en 1973. Se quedó junto a su abuela paterna, Emma, quién acababa de enviudar. Su padre se encontraba en Caracas, mientras su madre y sus hermanas, Paloma y Paula, se encontraban en Chile bajo la protección del entonces presidente Salvador Allende.
Bedregal se enroló en la Universidad mayor de San Andrés (UMSA) para continuar con sus estudios en filosofía. Mientras éste cursaba su segundo semestre, a la edad de 18 años, conoció a Jaime Sáenz, de 51 años, quién se convirtió en su amigo y maestro. Sáenz quedó impresionado por el talento de Bedregal, tanto así que publicó algunos de sus poemas en el número 3-4 de la revista Vertical de julio de 1972. Fue Bedregal quién sugirió a Sáenz  añadir a la revista una «página disparatada por poética y poética por disparatada.» Este último adoptó la sugerencia y escribió poemas bajo el pseudónimo de Quintín de la Carnada. Sáenz incorporó a Bedregal a los talleres Krupp, un espacio de intercambio intelectual, y en poco tiempo llegó a ser miembro del directorio. El poeta trabajó como productor y conductor del programa musical y de reflexión poética Alcázar, en la radio Chuquisaca.

### Matrimonio
El 2 de agosto de 1974 contrajo matrimonio con Corina Barrero Villanueva, estudiante de literatura de la UMSA y discípula de Sáenz. Tras el fallecimiento de Bedregal, ella organizó, seleccionó, descifró y clasificó los manuscritos que su esposo le dejó.
Años más tarde Corina regalaría la máquina de escribir de Bedregal, una Olympia Splendid 33  fabricada en Alemania Oriental en los años 60, al poeta Fernando Rosso, amigo de Bedregal.

### Muerte
Bedregal falleció en un accidente automovilístico en la zona de Sopocachi, La Paz, el 26 de octubre de 1974. En el auto iba acompañado de su cuñado, Alfonso Barrero Villanueva, y su amigo el Loro. De los tres, Bedregal sería la única víctima fatal.
Su muerte estuvo rodeada de misterio. Por un lado, estuvo su inusual visita a Sáenz la noche de su cumpleaños número 53, el 8 de octubre de 1974. El joven poeta apareció en su puerta vestido de negro con piedras y flores en la mano, acababa de retornar de Llojeta. Este gesto, junto a la lluvia torrencial que caía entonces, cobraría un significado claro para Sáenz dos semanas después, cuando se enteró de la muerte de su joven amigo. Bedregal parecía intuir su final. Por otro lado, sus poemas estaban plagados con referencias a la muerte. El joven escribió industrialmente  durante sus últimos dos años de vida, y de hecho estaba finalizando su obra Ciudad desde la altura cuando realizó la inesperada y ominosa visita a Sáenz.
La abuela de Bedregal informó a su padre del trágico incidente, y éste obtuvo un permiso especial para retornar a Bolivia para el sepelio de su hijo, el cual estuvo marcado por una atmósfera de opresión y amedrentamiento policial.
Su vida y obras inspiraron la película boliviana Sol, piedra y agua del 2017. Ese mismo año se realizó un mast’aku, ofrenda tradicional boliviana a los difuntos, en honor a Bedregal y Sáenz.

## Contexto histórico
La vida de Guillermo Bedregal García  transcurrió paralelamente a períodos dramáticos y agitados de la historia boliviana como la Revolución boliviana de 1952 , la Revolución universitaria de 1954, las dictaduras militares entre 1964 y 1982, y la hiperinflación que acompañó este periodo. La militancia al MNR de Bedregal padre obligó a éste y su familia a buscar asilo en el exterior. Su padre residió una temporada en Venezuela, y su madre y hermanas  en Chile. La presencia de Castro en Cuba, y el golpe de Estado propiciado por Pinochet en Chile también afectaron a la familia Bedregal, obligándoles a continuar con una vida nómada.

## Influencias
La principal influencia del Bedregal era la literatura boliviana. Sáenz describe el lema de Bedregal cómo «Dios en el cielo y Tamayo en la tierra.» Los poetas François Villon, William Blake, Conde de Lautréamont, y Antonin Artaud, y los novelistas Miguel de Cervantes, Fyodor Dostoevsky, Gustave Flaubert y Thomas Mann, también formaron parte de las fuentes literarias de las que se alimentó el joven poeta boliviano.

## Obras
Entre mayo de 1972 y octubre de 1974 Bedregal escribió tres libros con poemas cuyos manuscritos entregó a su esposa y a Sáenz, quienes se movilizaron para que estos fueran publicados después de la muerte del autor.

### La palidez
Se publicó por primera vez seis meses después del deceso de Bedregal, en abril de 1975, por la editorial Plural. Bedregal terminó de escribirla en el invierno de 1974 y pidió a Sáenz que la revise. Ésta, cómo el resto de sus obras, trata diferentes temas. Este libro está más que todo relacionado con la pintura La palidez de Carlos Adriáloza.

### Ciudad desde la altura
Se publicó en julio de 1980. Bedregal terminó estos manuscritos poco antes de su muerte. Este compendio se divide en 16 partes, número que coincide con la celebración de la ciudad de La Paz que se lleva a cabo en julio. Esta obra tiene como inspiración principal la ciudad. Hay una reflexión interna movida por una contemplación y meditación del autor sumergido en la ciudad que se expresa en versos con ritmo moderado y con una sobriedad en el uso del lenguaje,«...hasta el filo que puebla los incendios la ciudad./...la lumbre de abismo aspirando la ciudad viendo su tristeza cuando me digo que el abismo no tiene fondo...».

### Empiezo a visitarme
Los manuscritos originales fueron entregados a Corina por el mismo Bedregal. El 2001 la editorial Plural publicó la única edición de este trabajo, editado por Arturo Orías y con prólogo por Juan Carlos Orihuela. En sus versos se puede apreciar sentimientos relacionados con el destierro, el anhelo del regreso, la toma de las cosas anheladas y la búsqueda de identidad. También es recurrente la reflexión sobre la vida y la muerte,«Fluye aquella mortandad en los rostros, y hace pensar que la vida debe estar muy dentro en una llama que se apaga y vuelve a crecer en el silencio./...cuando la ciudad se fundía y era tu rostro una sensación de humo...»
El autor dividió los poemas en tres partes y dejó junto a estos una página manuscrita con las fechas y temas centrales de cada parte:
1. Empiezo a visitarme, mayo a agosto de 1972
2. Enormidad del frío, agosto de 1972 a febrero de 1973
3. Para el recuerdo del olvido, febrero de 1973 hasta poco antes del fallecimiento del autor

En las tres partes evoca temas relevantes para el autor como la niñez, la ciudad y la muerte, pero en la tercera parte trata estos como parte de su cotidianidad.